# Агуа (храм)
А́гуа — развалины средневековой церкви в Хостинском районе города Сочи, Краснодарский край, Россия. Расположены на пологом гребне горы водораздела реки Сочи и речушки Сванидзе (левого притока реки Агуа), недалеко от впадения последней в многоводную Сочи. Дальность от моря — 17 км.
Это зальная постройка с прямоугольным наружным планом, внутренним алтарным полукружием, одним входом в западной стене и выступающим снаружи двухступенчатым цоколем. Стены храма возведены из речного булыжника на известковом растворе. Руины неоднократно перекапывались кладоискателями. Скудный археологический материал имеет позднесредневековый облик (XIV—XVIII вв.), что, как и особенности архитектуры самого храма, не может датировать его временем раньше XIV века.
План, особенности кладки и сопутствующие материалы связывают храм с позднесредневековыми храмами Абхазии, где подобные приходские (на 20—50 крестьянских усадеб) церкви особенно интенсивно строились в XIV веке.
В 2020 году Сочинским национальным парком, на территории которого находится храм, возле объекта установена информационная табличка. 